# Peter von der Pahlen

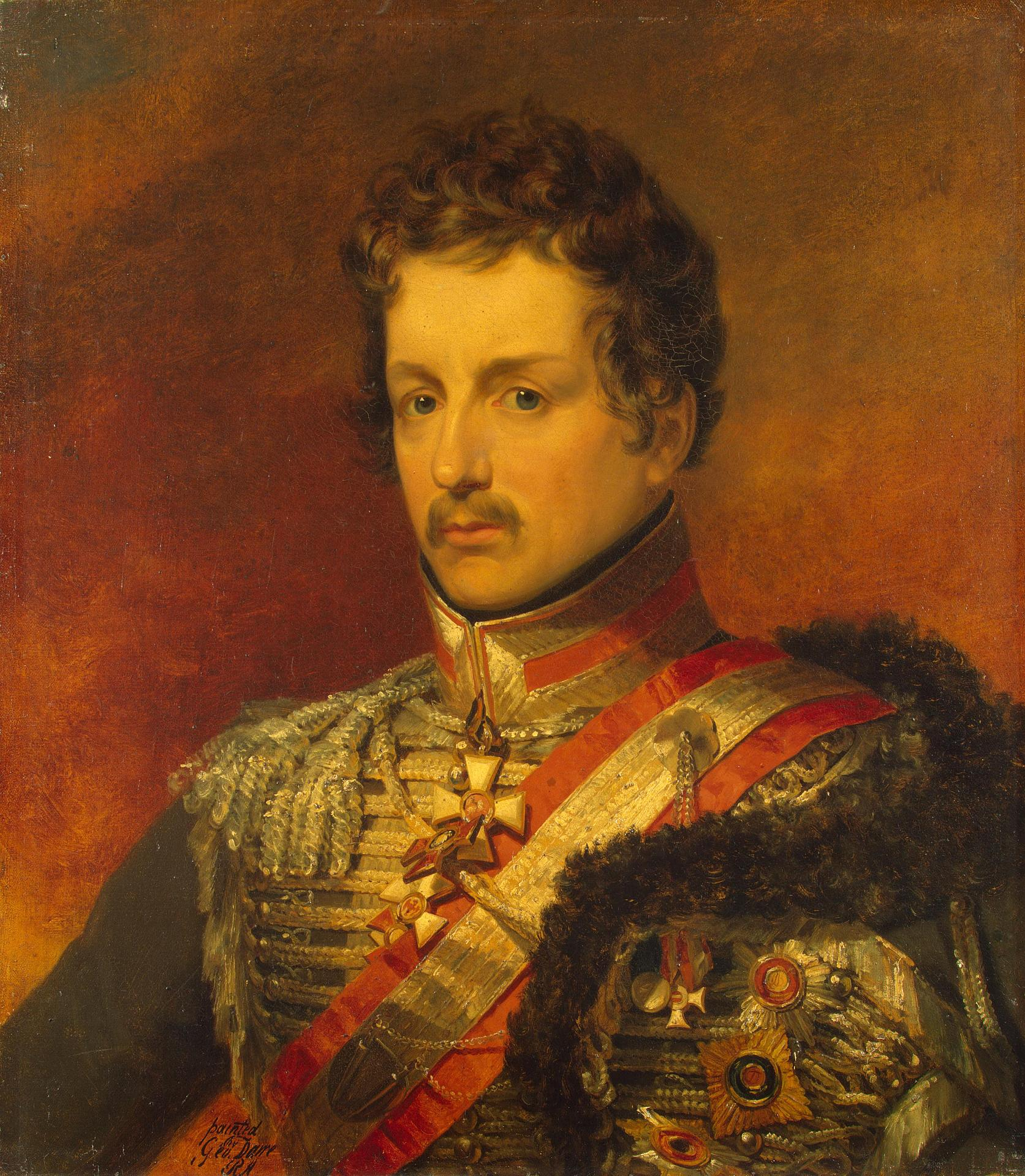
Peter von der Pahlen.

Peter Johann Christoph von der Pahlen (eller Pjotr Petrovitj Pahlen, ryska Пётр Петрович Пален), född den 24 augusti 1777, död den 1 maj 1864, var en rysk greve, militär och diplomat. Han var son till Peter Ludwig von der Pahlen och bror till Friedrich von der Pahlen. 
von der Pahlen var generallöjtnant under det sista stora koalitionskriget mot Napoleon, tog avsked 1823, men inträdde efter Nikolaus tronbestigning åter i hären samt blev 1827 general av kavalleriet, generaladjutant och medlem av krigsrådet. I februari 1829 utsågs han till överbefälhavare för ockupationsarmén i Donaufurstendömena och utmärkte sig 1831 vid kuvandet av upproret i Polen. År 1835 blev han ryskt sändebud i Paris, hemkallades 1841 till följd av spänningen mellan Nikolaus och Ludvig Filip, men innehade fortfarande till namnet sin ministerpost till 1847, då han blev generalinspektör för kavalleriet. Först 1862 drog han sig helt tillbaka ur det offentliga livet.